# Severus Alexander római császár
Imperator Caesar Marcus Aurelius Severus Alexander Augustus, általánosan elterjedt néven Severus Alexander császár, született Marcus Gessius Bassianus Alexianus (Arca Caesarea, 208. október 1. – Moguntiacum, 235. március 18.) római császár 222-től haláláig. A phoniciai provincia Caesarea sub Libano városában született. Apja Marcus Iulius Gessius Martianus szenátor volt. Anyja Iulia Avita Mamaea aki Septimius Severus császár feleségének Iulia Domnának unokahúga volt.

## Előélete
Gyerekkorától kezdve gondos nevelésben részesült, nemcsak polgári, hanem katonai tudományokra is oktatták. Bár a latin nyelvet soha nem sajátította el tökéletesen, irodalommal foglalkozó emberekkel vette magát körül. Közülük Aurelius Philippus apjának szabadosa tanította, aki később megírta élettörténetét is. Elagabalushoz hasonlóan ö is korán a napisten papja lett a szíriai Emasza város templomában. 12 évesen Iulia Maesa a fiú anyjának beleegyezésével rábeszélte a császárt, hogy fiává adoptálja és egyben általános örökösévé tette. Elagabalus kérésére a szenátus hozzájárult caesárrá való kinevezéséhez és megkapta az Ifjúság Hercege címet. 221-ben felvette a Marcus Aurelius Severus Alexander nevet és pénzt bocsátottak ki az ő és anyja tiszteletére. 222-ben a császárral közösen töltötte be a konzuli tisztséget.

## Hatalomra jutása
Elagabalust zavarta unokaöccse növekvő népszerűsége, meg akarta vonni tőle a címeket és megölésére törekedett. A császár szándéka Julia Domna és Alexander anyjának a tudomására jutott, így sikerrel megakadályozták a merényletet és megszervezték, hogy a testőrség Elagabalust és annak anyját gyilkolja meg. Ezt követően Alexander békésen került trónra, s a Birodalom tényleges irányítását Maesa, Mamaea és Domitius Ulpianus végezte. 223-ban az elhunyt Maesa segítsége nélkül az asszony nehezen tudta hatalmát érvényesíteni, zendülés alakult ki, utcai harcok voltak, de a testőrök saját parancsnokukkal kerültek szembe.

## A hatalom megszilárdítása
A testőrség legfőbb parancsnoka Domitianus Ulpianus szíriai származású ügyvéd volt, aki mint Mamaea honfitársa és legfőbb tanácsadója támogatta Alexandert. A testőrség közvetlen felügyeletét két magas rangú tiszt látta el az ügyvéd irányításával. Amikor ez a két tiszt (Flavianus és Chrestus) váratlanul meghalt, a testőrség halálukért Ulpianust tette felelőssé, akinek kemény fegyelmezési módszereit mindig ellenkezéssel fogadták. 223-ban a testőrség rátámadt Ulpianusra és megölték, a császár és anyja sem tudta a jogász életét megmenteni, sőt a testőrség lecsillapítása érdekében arra kényszerültek, hogy Ulpianus tényleges gyilkosa Marcus Aurelius Epagathus Egyiptom helytartója legyen, de rövid időn belül megölették. A hatalmat teljes mértékben a császár anyja ragadta magához és kemény kézzel irányította a Birodalmat.

## A császár házassága
225-ben Mamaea kiválasztotta a kezelhető és kulturált ifjú császár számára a patricius családból származó Cnaea Seia Herennia Sallustia Borbia Orbianát feleségül, aki megkapta az augusta címet a kiváltságokkal és a pénzérmékre is rákerült arcképe. Mamaea hamarosan gyanakodni kezdett a fiatal feleségre és annak apjára Seius Sallustius Macrinusra, aki egyes források szerint Caesar rangra emelkedett, féltette hatalmát. Kényszerítette Alexandert, hogy Orbianát Africába száműzze, aki ennek vonakodva, de eleget tett. Orbiana apját aki menekülni igyekezett, elfogták és kivégezték. Mamaea nem tűrt meg vetélytársat maga körül és a szenátus kitüntette a a császár, a táborok, a szenátus, a haza és az egész emberiség anyja címmel.

## Alexander uralkodása
A hatalom, a Birodalom igazgatásának minden eszköze a császár anyja, Mamaea kezében összpontosult. A praetoriánusok elégedetlenkedtek és haragjuk Cassius Dio szenátor és történetíró ellen fordult, aki felső-pannóniai helytartóként kemény kézzel fogta a katonákat. A tiltakozás Dio ellen olyan erős volt, hogy a Alexander (mint társkonzul) 229-ben második konzulsága idejére javasolta, hogy néhány hónapra feltűnés nélkül hagyja el Rómát és maradjon távol. A Historia Augusta hízelgően túlzó erényekkel ruházta fel a császárt és ugyancsak túlzóan a szenátori aranykor visszaállítását tulajdonította a császárnak.

### A kormányzati intézkedések
A mértékadónak tekinthető Héródianosz leírása alapján Alexander kormányzata arisztokratikus jellegű volt. Célja a hadsereg túlkapásainak megfékezése és a szenátussal való együttműködés volt. Szenátorokból, lovagokból és hivatásos jogászokból 70 fő részvételével egy tanácsot hoztak létre, melynek feladata volt az egyre súlyosbodó gazdasági válság, belpolitikai anarchia és külpolitikai helyzetben a birodalom működését és határainak védelmét biztosítani. A jogalkotás felélénkült, számos új törvényt alkottak. Elagabalus halála után a szenátuson belül működő bizottságot hoztak létre 16 szenátorral, akiknek fő feladatuk volt a meggyilkolt császár katasztrofális uralma hatásainak felszámolása törvényhozási eszközök segítségével. A testület feladata volt a még kiskorú uralkodó tanácsokkal való ellátása. A büntetőjogban enyhítették az előző császár indokolatlan szigorát. Már kezdetben anyjával együtt a napkultusz keleties túlzásait igyekezett visszaszorítani. A pénzérméken továbbra is megjelent Sol istenség képe, de a szíriai külsőségek elmaradtak.

### Gazdasági intézkedések

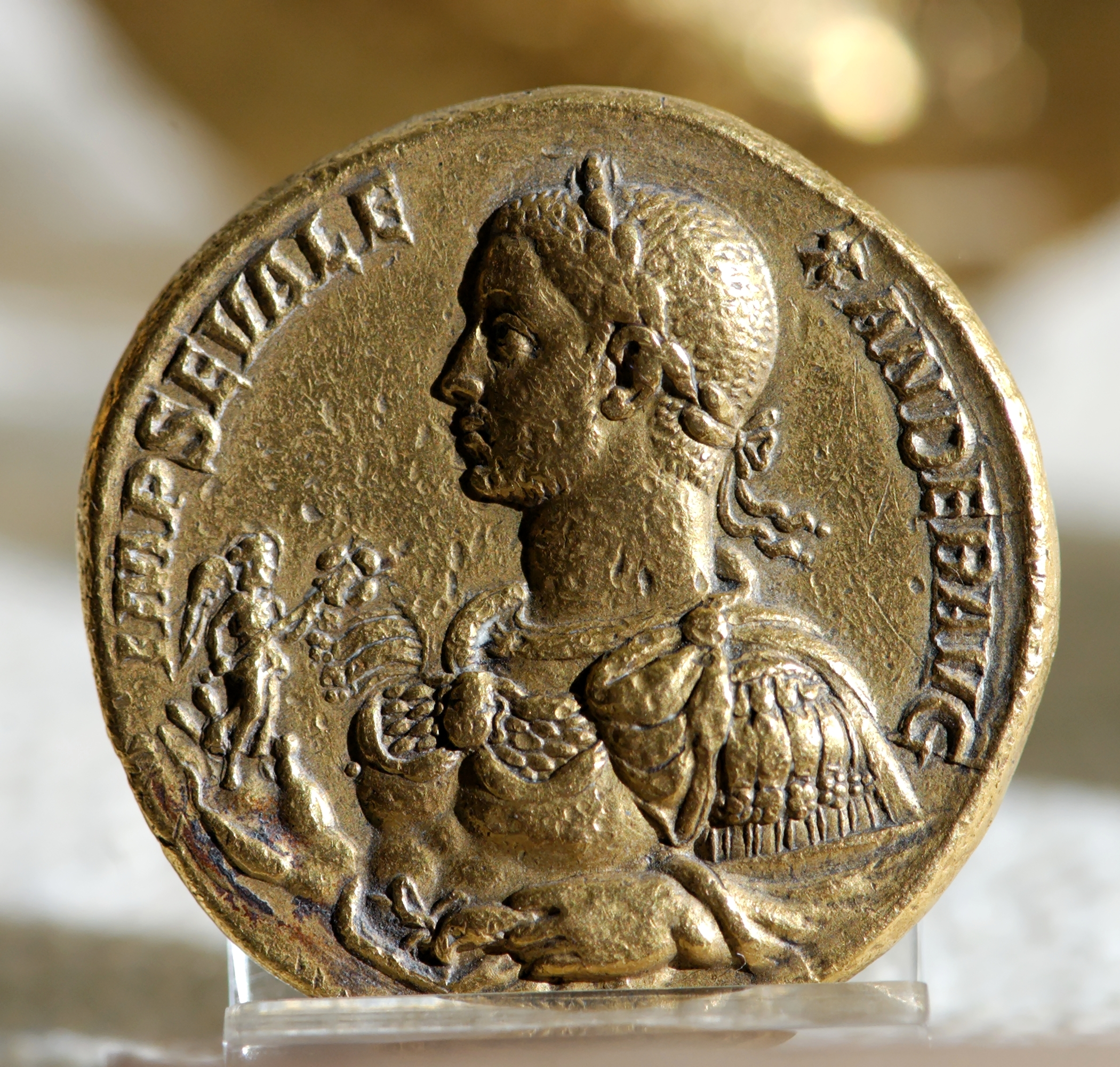
Alexander bronzmedallionja

Az állami élet szempontjából fontos iparágak kézművesei részére collégiumokat szerveztek, melyek díjtalan szolgáltatások (munusok) biztosítása fejében érdekvédelmet is elláttak, melyhez védőket (defensor) választhattak, akik jogait az állam garantálta. Egyes iparágakat állami monopóliumba szervezve fabricae műhelyeket hoztak létre (bíborfestés), más főként luxusigényeket kielégítő iparágak (pl: üvegipar) adóterheit növelték. Felelevenítették az alementió intézményét, aminek keretében szélesebb néptömegek kaptak alacsony kamatozású vagy kamatmentes kölcsönöket földvásárlások céljából. Zsoldfizetési nehézségek miatt a határmenti helyőrségek katonái földjuttatásban részesültek. Óvatos adócsökkentéseket vezettek be, de a kieső bevételeket a luxuscikkek adóinak emelésével pótolták. Róma polgárainak körében többször osztottak gabonát, amivel növelni kívánták a császár népszerűségét. Az ifjú Alexander minden téren takarékoskodott, de nem ért el sikereket, mert anyja rendkívül kapzsi volt, ami felháborította ugyan, de nem mert anyja ellen fellépni.

### Közmunkák és építkezések
Felújították a közraktárak rendszerét, melynek alapvető célja a piac szabályozása volt állami készletekkel, de a város polgárainak is lehetővé tették azok használatát átmeneti tárolás céljából. A Birodalom különböző területein közmunkákba kezdtek. Róma ellátására új vízvezetéket létesítettek. Megnagyobbították Nero fürdőit, azokhoz könyvtárat építettek és felújították vízellátását. Alexander fürdői elnevezéssel új közfürdőt is építettek.

## Külpolitikai helyzet
A Birodalom katonai helyzete a külpolitikai események hatására elsősorban a keleti provinciákban rosszabbra fordult. Az Eufráteszen túl, a régi párthusi kormányzatot új perzsa uralom váltotta fel. Perszepolisz hercegség uralkodója, I. Ardasír 223 és 230 között meghódította Parthiát, megbuktatta annak uralkodóját és megalapította saját, új Szászánida dinasztiáját, mely centralizált nacionalista kormányzatra támaszkodott. 230-ban Ardasír lerohanta a mezopotamiai területeket, fenyegette Syria provinciát és a többi ázsiai helytartóságot, nyíltan hirdetve, hogy vissza akarja állítani az ősi perzsiai határokat a kisázsiai nyugati területéig. A diplomáciai tárgyalások eredménytelenek voltak. Ezért Alexander (anyja kíséretében) jelentős hadsereggel indult meg a keleti határok felé. Az újabb római diplomáciai kísérletekre válaszul Ardasír ultimátumban szólította fel a rómaiakat, hogy ürítsék ki azokat a területeket, melyekre jogot formál.
Alexander még pénzkibocsátásában is hirdette a hadsereg hűségét és 232-ben harcba indult. Optimizmusa ellenére a katonák elégedetlenkedtek, zendülések voltak, a mezopotámiai hadsereg körében trónbitorlási kísérletre került sor. A császár ezen eseményeket figyelmen kívül hagyta és három szakaszon is támadta a perzsákat. Média területén sikereket értek el csapatai, a mezopotámiai folyók felső szakaszán Alexander személyes irányításával sem tudtak előrehaladni, míg az Eufrátesz déli szakaszán a rómaiak vereséget szenvedtek. Ennek ellenére Alexander és Mamaea 233-ban Rómába visszatérve Persicus Maximus-ként fényes diadalünnepet tartott.

## A rajnai és dunai helyzet
A Rómába visszatérő császárt a Rajna és a Duna menti határok fenyegetettségének híreivel fogadták. Ekkor kezdődött az az új korszak, amikor a Birodalom határait egyidőben több oldalról támadták a határvidékeken. A keleti hadszíntérre főként Duna menti és illyricumi légiókból vezényeltek katonákat, akik követelték visszahelyezésüket, hogy földjeiket megvédhessék az esetleges germán támadásokkal szemben.

## A Severus-dinasztia bukása
234-ben Alexander és Mamaea az északi határvidékre indult a visszavezényelt csapatok nyomában. A Rajnán való átkelésre egy pontonhidat létesítettek, ahol a légiók megtorpantak. A császár (a vele ott tartózkodó anyja hatására) nem vezette a csapatokat harcba, hanem megkísérelte lefizetni a germánokat. Az ehhez szükséges pénzt a katonák zsoldjának csökkentésével kívánta előteremteni. A katonák az erélyes fellépés hiányát megalázónak, a zsoldjuk csökkentését igazságtalanságnak tartották. Lázadás tört ki és a légiók egy idősebb Duna-menti tisztnek Maximinus Thrax-nak szavaztak bizalmat 235 márciusában s császári bíborral is felruházták. A császári pár abban bízott, hogy a keleti légiók csapatai melléjük állnak, de azok is fellázadva Vicus Britannicus közelében 235. március 18-án meggyilkolták Alexandert és Mamaeát valamint az ott tartózkodó Paulus jogtudóst, aki a praefectus praetorio tisztséget töltötte be.
Alexander Severus halálával véget ért a gyermekcsászárok uralma és kihalt a Severus-dinasztia.

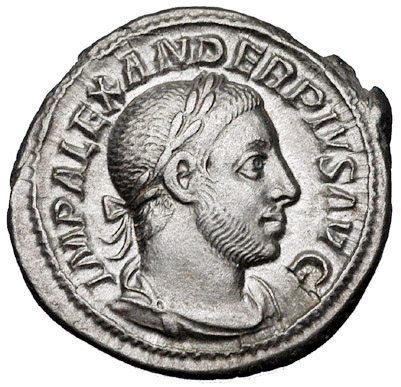
Severus Alexander római császár ezüst denarius érméjének előoldala az uralkodó babérkoszorús portréjával, felirata: IMP ALEXANDER PIVS AVG.
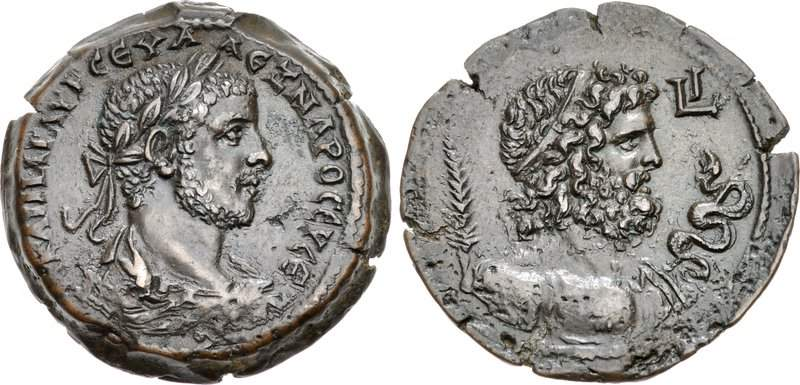
Severus Alexander római császár Alexandriában, 222-235 között vert, görög feliratos bronz drachma érméje. Átmérő: 35 mm, súly: 23,63 gramm. A császár portréját ábrázoló előoldal felirata: A KAI(ΣΑΡ) MAP(ΚΟΣ) AYP(ΗΛΙΟΣ) ΣЄY(ΑΣΤΟΣ) A ΛЄΞNΔPOC ЄYΣЄ(ΒΗΣ). A hátoldalon Aszklépiosz és jelképei, pálma és kígyós bot. A birodalom keleti, görög nyelvű területein fennmaradt a drachma-pénzrendszer, párhuzamosan a római birodalmival.